# Classe Aigrette
Pour les articles homonymes, voir Aigrette.
La classe Aigrette est une classe de deux sous-marins construits pour la marine nationale française au début du XXe siècle.

## Conception
Ces torpilleurs submersibles, selon la dénomination de l'époque sont conçus sur la base d'un design de Maxime Lauboeuf. Une commande de 13 sous-marins est lancée début 1902, mais quelques semaines plus tard, elle est réduite à 2. La tête de série, le Q038, est le premier sous-marin au monde à être équipé d'un moteur diesel. Les deux sous-marins de la classe, inspirés de la classe Sirène, sont ainsi des sous-marins à vocation expérimentale. Le temps de plongée de l'Aigrette est de 4 minutes.

## Unités
- L'Aigrette est commencée le 13 mai 1902 à Toulon, lancée le 23 février 1904 à Cherbourg où elle arrive par voie fluviale le 18 janvier 1908 et entre en service le 29 mai 1908. Le sous-marin est légèrement avarié à la suite d'un abordage avec le torpilleur Sirocco le 29 octobre 1911. Durant la guerre, il est basé au port militaire de Cherbourg et joue principalement un rôle défensif[1]. Le 13 mai 1918, on décide de le transférer à l'école de navigation sous-marine de Toulon. Il est désarmé le 12 novembre 1919 et vendu à Toulon à la Société de Matériel Naval du Midi le 14 avril 1920 pour 351 964 francs français[2].

- La Cigogne, lancée le 8 novembre 1904. De 1916 à 1918, elle joue un rôle défensif au large de Brindisi[1]. Après la guerre, elle connaîtra le même sort que son sister-ship.